# Saint-Just, Ille-et-Vilaine
Saint-Just är en kommun i departementet Ille-et-Vilaine i regionen Bretagne i nordvästra Frankrike. Kommunen ligger i kantonen Pipriac som tillhör arrondissementet Redon. År 2022 hade Saint-Just 1 103 invånare.

## Befolkningsutveckling
Antalet invånare i kommunen Saint-Just
Referens:INSEE